# Riebenkofel
Riebenkofel är ett berg i Österrike.   Det ligger i distriktet Hermagor och förbundslandet Kärnten, i den centrala delen av landet, 300 km sydväst om huvudstaden Wien. Toppen på Riebenkofel är 2 386 meter över havet, eller 139 meter över den omgivande terrängen. Bredden vid basen är 0,79 km. Riebenkofel ingår i Lienzer Dolomiten.
Terrängen runt Riebenkofel är huvudsakligen bergig. Närmaste större samhälle är Lienz, 11,3 km norr om Riebenkofel. 
I omgivningarna runt Riebenkofel växer i huvudsak blandskog. Runt Riebenkofel är det ganska glesbefolkat, med 23 invånare per kvadratkilometer.